# Conselho Supremo da Ucrânia
O Conselho Supremo da Ucrânia (ucraniano: Верхо́вна Ра́да Украї́ни, Verkhovna Rada) é o poder legislativo unicameral da Ucrânia. Composto por 450 cadeiras parlamentares preenchidas por sufrágio universal, o conselho é o único órgão legislativo nacional. O parlamento está situado em Kiev, capital do país.
Tem competência para determinar as diretrizes de política interna e externa, emendar a constituição, aprovar leis e o orçamento nacional, designar a eleição do presidente da república, impedir e destituir o presidente, declarar a guerra e estabelecer tratados de paz, aprovar a indicação do primeiro-ministro e ratificar tratados internacionais.
Até 2017, o parlamento nomeava e demitia juízes dos seus cargos e permitia a detenção ou prisão de juízes (esses poderes foram transferidos para o Conselho Supremo de Justiça).

## Composição
Todos os membros do parlamento estão agrupados em facções e grupos parlamentares. Os membros do parlamento eleitos a partir de uma determinada lista de partidos não são necessariamente membros desse partido. partidos que quebram o limite eleitoral de 5% formam facções no parlamento. A formação de facções parlamentares oficiais é regulada pelas regras e procedimentos da Verkhovna Rada.
No início de 2020, o Servo do Povo anunciou planos para reduzir o número de deputados dos atuais 450 para 300. Uma votação inicial sobre esta iniciativa angariou 236 votos a favor, 40 contra e 86 abstenções.
A atual composição do Verkhovna Rada é formada por 21% de mulheres após as eleições de 2019.

### Maiores partidos ou grupos
- 1990-1994: Partido Comunista da Ucrânia (após o fracasso do Putsch de agosto de 1991 em Moscou, foi simplesmente chamado de Grupo dos 239 )
- 1994-2002: Partido Comunista da Ucrânia
- 2002-2006: Bloco "Nossa Ucrânia"
- 2006–2014 Partido das Regiões
- 2014: Pátria
- 2014-2019: Solidariedade
- 2019-atual: Servo do Povo

### Composição atual
| Partido | Partido                            | Ideologia                    | Espectro        | Deputados | Status            |
| ------- | ---------------------------------- | ---------------------------- | --------------- | --------- | ----------------- |
|         | Servo do Povo                      | Centrismo                    | Centro          | 246 / 450 | Governo           |
|         | Plataforma de Oposição - Pela Vida | Social-democracia Russofilia | Centro-esquerda | 44 / 450  | Oposição          |
|         | Solidariedade Europeia             | Democracia cristã            | Centro-direita  | 27 / 450  | Oposição          |
|         | Pátria                             | Conservadorismo              | Centro-direita  | 24 / 450  | Oposição          |
|         | Pelo Futuro                        | Populismo                    | Pega-tudo       | 24 / 450  | Apoio parlamentar |
|         | Voz                                | Liberalismo                  | Centro          | 20 / 450  | Oposição          |
|         | Confiança                          | Localismo                    | Pega-tudo       | 20 / 450  | Apoio parlamentar |
|         | Independentes                      | Diversa                      | Diversa         | 18 / 450  | Oposição          |
|         | Lugares Vagos                      | Lugares Vagos                | Lugares Vagos   | 27 / 450  |                   |